# Història de la química

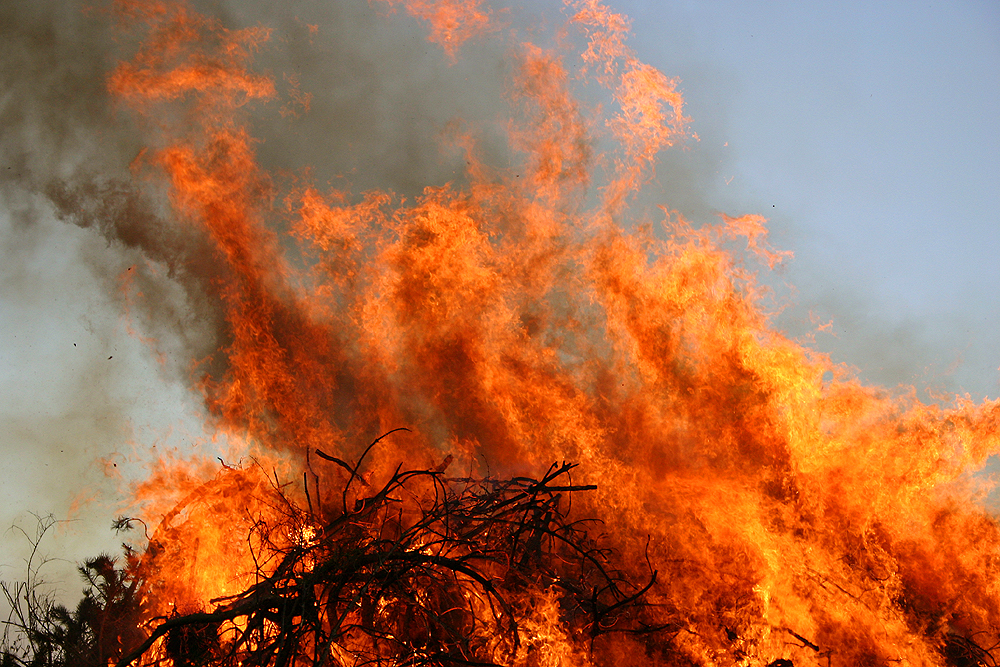
El foc

La història de la química és la història des de l'antiguitat als nostres dies de la ciència química i dels seus precedents, en particular, l'alquímia.
Històricament, l'estudi de la matèria ha estat fet des de dues perspectives diferents: la tecnològica o factual i la filosòfica o teòrica:
- El coneixement tecnològic té el seu origen en el domini del foc per part de l'home, i pel que fa als fenòmens químics, processos tals com la cocció d'aliments, l'adoberia, la metal·lúrgia, la fabricació del vidre, la preparació de medecines i metzines a partir de fonts naturals, la preparació dels colorants, de begudes alcohòliques i vinagre, etc. s'anaren desenvolupant des del temps prehistòric en el si de diverses civilitzacions.
- Pel que fa al coneixement filosòfic de la matèria, les primeres teories sobre el seu origen i la seva constitució són desenvolupades pels filòsofs grecs, entre els quals es destaca Empèdocles amb la seva teoria sobre els elements constituents de la matèria (terra, aigua, foc i aire).

## Antiguitat
Arrencant d'aquestes teories, a la darreria del segle I sorgí a Alexandria l'alquímia, que representa el primer intent de connexió entre les tecnologies químiques i les especulacions filosòfiques. Malgrat la falsedat de les seves idees bàsiques i les freqüents mistificacions amb idees religioses (l'animisme i l'astrologia), l'alquímia impulsà el desenvolupament d'atuells i procediments, el més important dels quals és la destil·lació, i contribuí al coneixement d'una varietat d'elements i composts químics. A més de l'alquímia, les disciplines que poden ésser considerades com a fonaments de la química moderna i que tingueren un desenvolupament més important al llarg de l'edat mitjana i el Renaixement foren la iatroquímica i la metal·lúrgia, i també una varietat de tecnologies artesanes que feien ús de materials inorgànics (fabricació del vidre, de la pólvora, etc.).

## Seglexvii
Al llarg del segle xvii tingué lloc un procés de revisió i de crítica de les idees en les quals s'havia fonamentat el coneixement de la matèria. Aquesta revisió fou portada a terme fonamentalment per físics, metges i filòsofs. Pel que fa a la química, aquest període s'allargà fins a la darreria del s. XVIII. Així, el flamenc Jan Baptista van Helmont feu estudis amb gasos produïts químicament i fou el primer a distingir-los de l'aire. D'altra banda, rebutjà la idea dels quatre elements, com també la dels tres principis (sofre, mercuri i sal) de Paracels, i mantingué que l'aire i l'aigua eren els dos únics elements primitius. Posteriorment (1661), l'irlandès Robert Boyle, amb la publicació del llibre The Sceptical Chemist, rebutjà la natura elemental de la terra, de l'aire i de l'aigua, i introduí el concepte d'element químic com a substància que no pot resoldre's en altres substàncies i de la qual hom no pot obtenir-ne d'altres que no siguin ella mateixa. Reconegué alguns elements i establí, juntament amb O.Tachenius, les bases de l'anàlisi química qualitativa. L'any 1697 l'alemany Georg Ernst Stahl desenvolupà les idees del també alemany Johann Joachim Becher i formulà la teoria del flogist, que permetia d'explicar les variacions de pes associades amb la combustió, la calcinació, la fermentació, la putrefacció i la respiració.

## Seglexviii

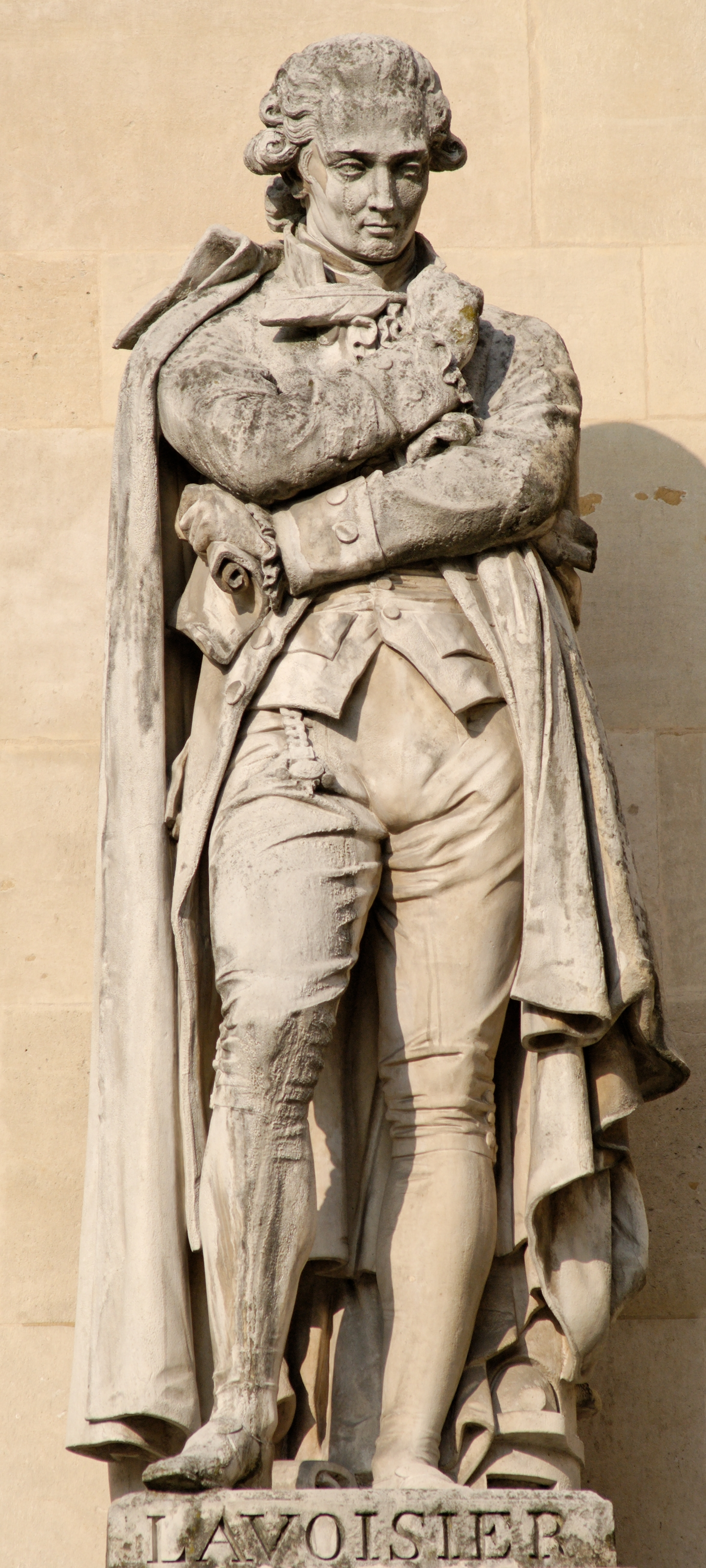
Antoine Laurent Lavoisier

Com a conseqüència de la teoria del flogist, el pensament químic fou orientat principalment cap a l'estudi del gasos, la qual cosa donà lloc, tot al llarg del segle xviii, al període de la química pneumàtica, durant el qual foren descoberts gasos essencialment diferents els uns dels altres, fou abandonada la idea de la natura elemental de l'aire —hom mantingué, però, la teoria del flogist— i es fonamentà el concepte de composició química. Durant aquest període destacaren l'anglès Joseph Priestley i el suec Carl Wilhelm Scheele, que descobriren independentment l'oxigen i publicaren llurs resultats els anys 1774 i 1777, respectivament. En aquest interval, l'anglès Henry Cavendish identificà l'hidrogen i, l'any 1781, sintetitzà aigua per primera vegada en el laboratori, fent explotar una mescla d'hidrogen i oxigen en un aparell tancat.
Cap a la fi del segle xviii s'inicià el període de constitució de la química com a ciència, el qual s'estén fins a mitjan segle xix. En particular, els darrers trenta anys del segle xviii representen una revolució en la concepció dels fenòmens químics, a conseqüència del descobriment de l'oxigen. El pes fonamental d'aquest canvi és estretament lligat a químics francesos i, en particular, a Antoine Laurent Lavoisier, el qual publicà el Traité élémentaire de chimie (1789), on establia la veritable natura de la combustió i demostrava la inutilitat de la teoria del flogist. Lavoisier fou també el primer a emprar el concepte de substància pura, i arran dels seus estudis sobre la fermentació vínica enuncià la llei de la conservació de la massa, d'acord amb la qual, en un procés químic, la massa total de les substàncies que reaccionen és igual a la massa total dels productes de reacció. D'altra banda, i conjuntament amb Louis Bernard Guyton de Morveau, Claude Louis Berthollet i Antoine François de Fourcroy, feu el primer intent de sistematització de la nomenclatura química, establint que els noms han de reflectir la composició elemental dels composts. Les noves idees introduïdes per Lavoisier impulsaren el desenvolupament de l'anàlisi química i portaren, com a conseqüència, la descoberta d'un gran nombre d'elements.

## Seglexix

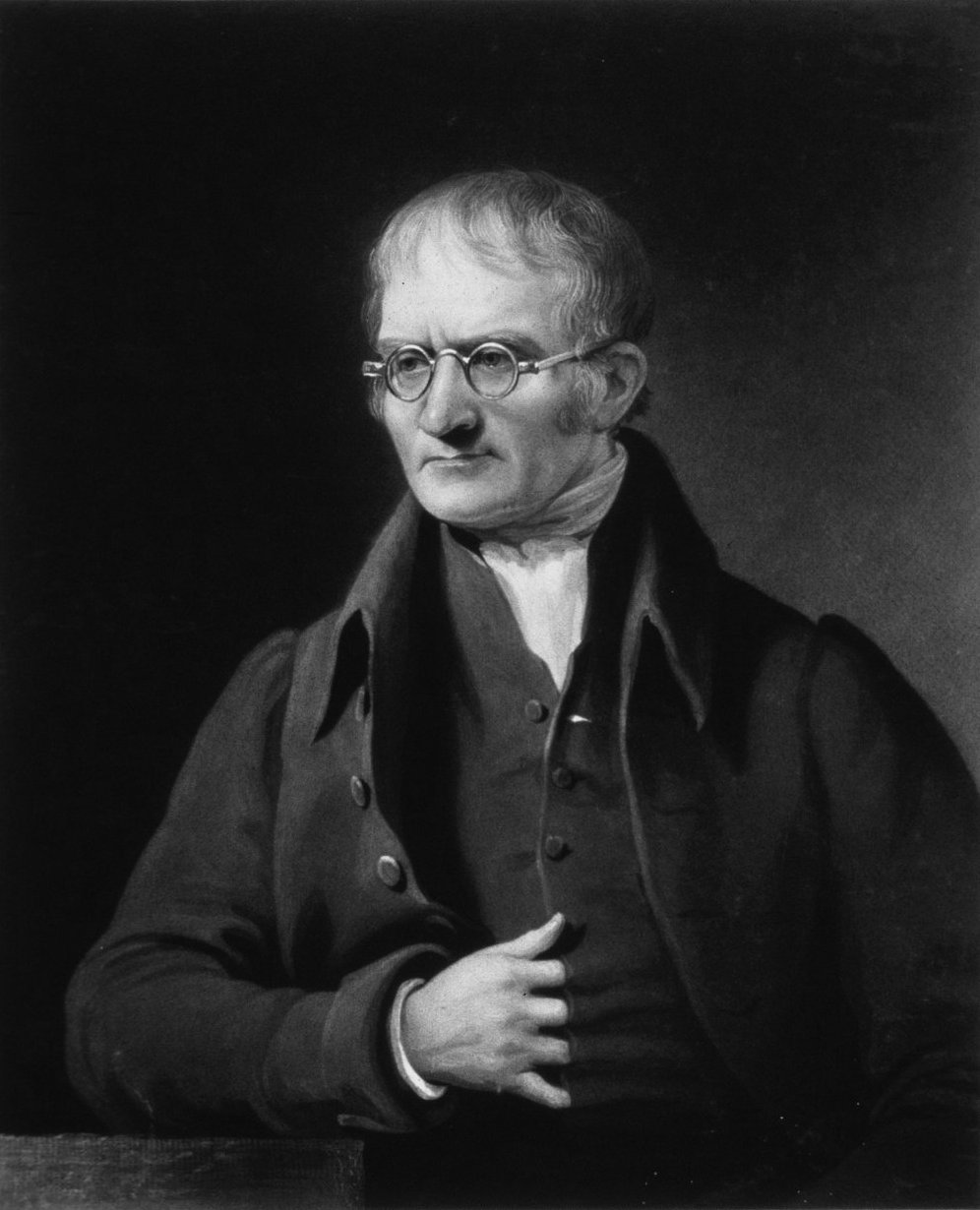
John Dalton

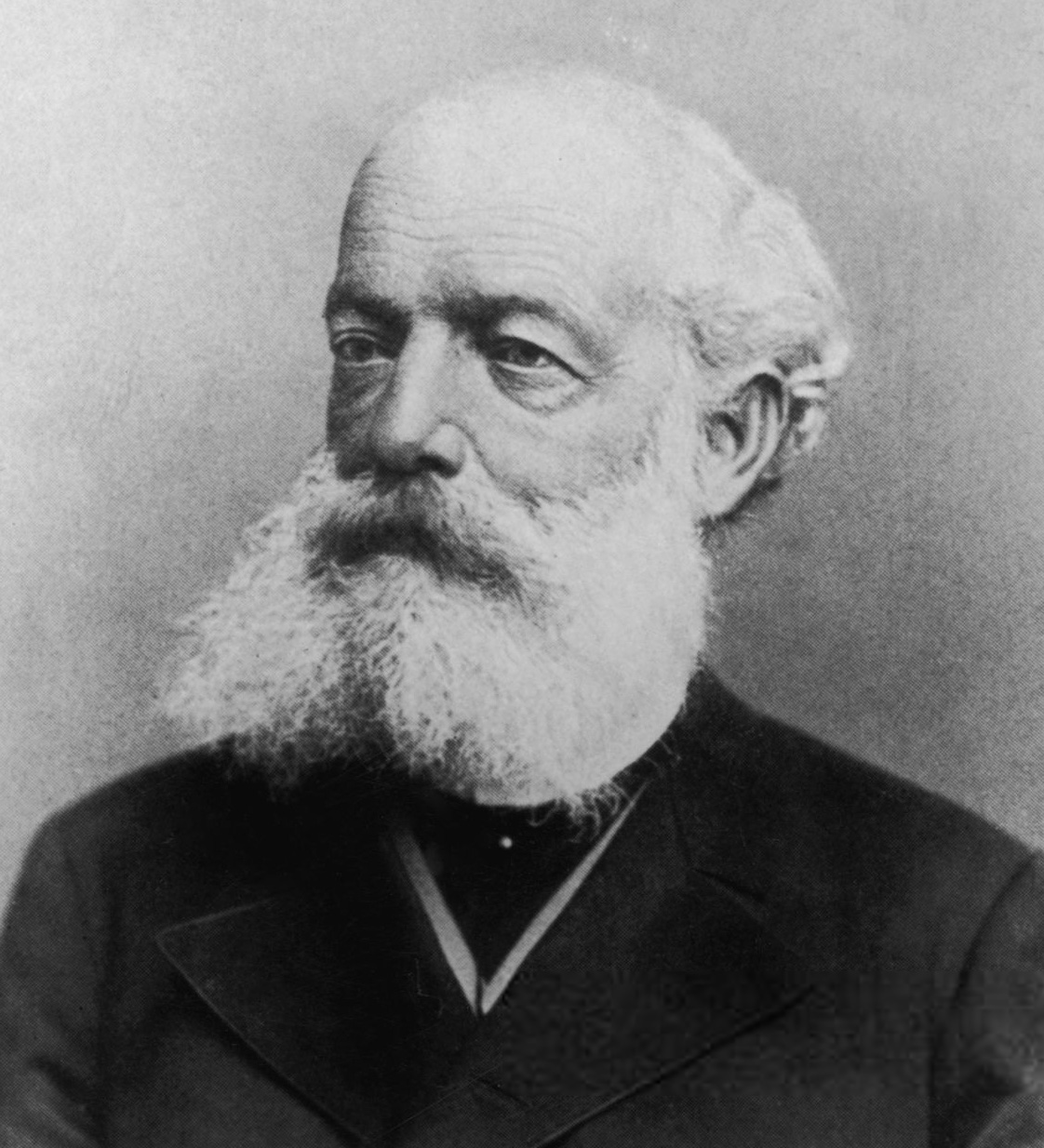
Friederich August Kekulé

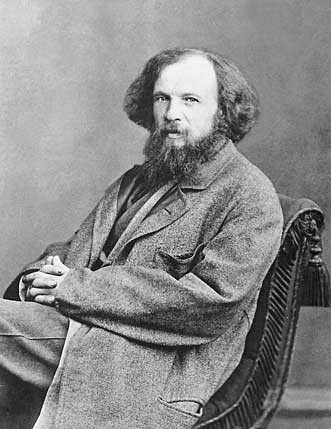
Dmitri Mendeléiev

Durant els primers anys del segle xix hom desenvolupà les lleis ponderals de les combinacions químiques. Les idees de Berthollet sobre la composició variable dels composts foren ràpidament superades pel francès Joseph Louis Proust en enunciar la llei de les proporcions definides, la qual fou una de les bases de la teoria atòmica de Dalton. L'anglès John Dalton, que havia fet estudis sobre mescles de gasos i havia enunciat l'any 1803 la llei de les proporcions múltiples, formulà l'any 1808 la teoria atòmica, d'acord amb la qual els elements són constituïts per partícules indivisibles, anomenades àtoms, les quals són diferents d'un element a un altre qualsevol, essent la combinació química la unió d'àtoms de dos o més elements. Una de les primeres conseqüències de la teoria atòmica fou la fonamentació de la llei de les proporcions recíproques, enunciades per l'alemany Jeremias Benjamin Richter l'any 1792. El suec Jöns Jacob Berzelius donà suport a la teoria de Dalton i desenvolupà la notació química moderna, assignant símbols als elements i determinant els pesos atòmics d'alguns d'ells. Paral·lelament, el francès Joseph-Louis Gay-Lussac enuncià la llei dels volums de combinació, a partir de la qual l'italià Amedeo Avogadro formulà, l'any 1811, la hipòtesi que volums iguals de tots els gasos, mesurats en les mateixes condicions de pressió i temperatura, contenien el mateix nombre de molècules.
El descobriment de l'electricitat tingué un impacte immediat en la química. La capacitat d'un corrent elèctric de descompondre composts conduí al descobriment de nous elements, especialment els alcalins i alcalinoterris, i donà origen a una nova visió de l'enllaç químic, concretada en la teoria dualista de Berzelius. Posteriorment, l'anglès Michael Faraday estudià d'una manera sistemàtica l'electròlisi, descobrí les lleis que la regeixen (1833), introduí el concepte d'equivalent electroquímic i creà la terminologia bàsica de l'electroquímica. Malauradament, les idees de Faraday no foren immediatament acceptades, i així hom desaprofità un mètode de gran valor per a la determinació de masses atòmiques. Altrament, la determinació de masses atòmiques mitjançant mètodes imprecisos o aproximats (mètode de la densitat de vapor de Dumas, llei de Dulong i Petit), conjuntament amb l'inici del coneixement dels composts orgànics, desembocà en un període de confusió entre els conceptes d'element, compost i equivalent.
Pel que fa als composts orgànics, malgrat que n'era conegut un cert nombre des de temps enrere, hom no havia dedicat atenció a llur estudi des del punt de vista químic a causa de la creença generalitzada, coneguda com a vitalisme, que els composts orgànics es formaven mitjançant l'acció d'una força vital, la qual era únicament present en els éssers vius. Aquesta creença fou lentament superada a partir de la síntesi de la urea, feta per l'alemany Friedrich Wöhler l'any 1828 a partir del cianat d'amoni, i, sobretot, per la preparació de l'àcid acètic a partir de materials inorgànics, feta per Adolph Wilhelm Hermann Kolbe l'any 1844. El gran augment en el nombre de composts orgànics coneguts i el perfeccionament de l'anàlisi orgànica elemental, fet per l'alemany Justus von Liebig, mostraren l'existència de substàncies que, tot i ésser essencialment diferents, tenien la mateixa composició elemental, cosa que donà lloc a la introducció del concepte d'isomeria per Berzelius. La sistematització en la classificació dels composts orgànics fou possible arran de l'establiment empíric del concepte de funció química i de la introducció, per part de Liebig i Wöhler, de la noció de radical, per a indicar grups d'àtoms que resten invariables al llarg de transformacions químiques successives. Tanmateix, la coexistència de teories divergents respecte a la natura dels composts orgànics conduí a una situació de notable confusió.
El gran progrés de la química orgànica experimental, reflectit en els treballs de Charles Adolphe Würtz i August Wilhelm von Hofmann sobre les amines, de l'anglès Alexander William Williamson sobre els èters, de l'alemany Adolph Wilhelm Hermann Kolbe sobre els productes de l'electròlisi dels àcids carboxílics i de l'anglès Edward Frankland sobre els derivats alquil metàl·lics, menà al reconeixement de classes o tipus de composts. D'altra banda, la introducció per Frankland del concepte de valència, entenent-lo com a capacitat de combinació, i el desenvolupament per part de l'alemany Friederich August Kekulé, l'anglès Archibald Scott Couper i el rus Aleksandr Mikhailovich Butlerov de la teoria estructural, arran de l'establiment de la quadrivalència dels àtoms de carboni i de la capacitat d'aquests de combinar-se entre ells per formar cadenes, contribuïren a aclarir el problema de la formulació química.

Taula periòdica

Simultàniament, el problema de la dimensió molecular (massa molecular) fou resolt definitivament per l'italià Stanislao Cannizzaro en acceptar i aplicar la hipòtesi d'Avogadro. Ja abans de Cannizzaro, hom havia intentat de relacionar entre ells els elements coneguts; entre aquests intents destaca el de l'anglès William Prout (1815), que postulà la hipòtesi de Prout que suposa que tots els elements químics podien ésser considerats com a combinacions molt estables d'àtoms d'hidrogen. Tanmateix, la imprecisió en els valors assignats a les masses atòmiques dels elements coneguts, i també el gran nombre d'elements encara desconeguts, restaren validesa a aquestes aproximacions. Posteriorment, les idees de Cannizzaro i el descobriment de nous elements permeteren al rus Dmitri Mendeléiev i a l'alemany Julius Lothar Meyer de classificar els elements d'acord amb llur massa atòmica i llur caràcter químic en un sistema periòdic.
Històricament, l'inici de la segona meitat del segle xix representa, a conseqüència del gran increment adquirit en els coneixements químics, la fi del químic general i el naixement de l'especialista, inicialment en les branques orgànica, inorgànica i analítica, i, cap a la fi del segle, en la de la química física, la industrial i la biològica.

## Segle XX

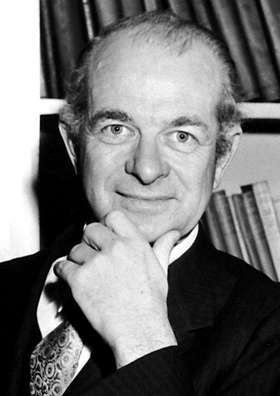
Linus Carl Pauling

El començament del segle xx donà un nou impuls a la química gràcies al descobriment de l'estructura atòmica i a la formulació de la mecànica quàntica. Gràcies a l'estructura atòmica es pogué definir clarament el concepte d'element químic sobre la base del nombre atòmic i gràcies a la mecànica quàntica, amb la quantització dels nivells energètic dels electrons en els àtoms, s'explicà la llei periòdica i les semblances entre elements químics amb configuracions electròniques semblants. Així mateix la formulació de la mecànica quàntica donà suport a teories de l'enllaç químic (teoria d'enllaç de valència, teoria d'orbitals moleculars) camp en el que destacà el nord-americà Linus Carl Pauling. Paral·lelament es desenvoluparen noves tècniques d'anàlisi químic: ressonància magnètica nuclear, cromatografia de gasos, espectroscòpia d'infraroig, espectroscòpia atòmica, espectroscòpia Raman, espectroscòpia de masses, etc.
La teoria àcid-base de Brønsted i Lowry, formulada pel danès Johannes Nicolaus Brønsted i l'anglès Thomas Martin Lowry, el 1923, i la de Lewis, formulada pel nord-americà Gilbert Newton Lewis el mateix any, aportaren a principis de segle una base sòlida per a la interpretació de moltes reaccions químiques i dels mecanismes de la catàlisi.
Els darrers anys, la química ha progressat sobretot en la síntesi de noves molècules, que són utilitzades en els camps més diversos de la indústria. La demanda de nous materials com els polímers sintètics, l'aparició de la cursa per obtenir nous superconductors, la utilització de nous fàrmacs o aliments i el suport per entendre processos biològics han marcat un progrés accelerat de la química. Al mateix temps, la preocupació pel medi ambient ha accentuat una mica la mala imatge d'aquesta ciència, que encara es considera, popularment, responsable en gran part de la contaminació del medi. La química, però, també ha proporcionat alternatives per evitar l'ús de substàncies perjudicials. La química s'associa, popularment, a causa de la contaminació, a producte no natural. El fet que alguns aliments s'anunciïn amb l'afegitó 'no té química' palesa que la gent sol interpretar la química com l'addició de substàncies no presents en un determinat aliment natural. Tot i així, és obvi que les substàncies naturals també són part de la química i que molts dels additius són necessaris per a la conservació d'alguns aliments. Quant a la contaminació, els problemes produïts per alguns compostos químics (com els CFC) són atenuats o eliminats per altres productes químics (substituts dels CFC). En agricultura, la utilització de pesticides químics s'intenta evitar amb la progressiva implantació de productes biològics o amb modificacions induïdes per enginyeria genètica. Tot i aquesta mala imatge, la química ha estat i és una de les activitats bàsiques en qualsevol país industrial. El progressiu control de l'impacte ambiental de diverses activitats industrials pot fer que els efectes negatius de la química en el medi siguin cada vegada menors.
Pel que fa a la indústria química, l'automatització i les tècniques de DNA recombinant o enginyeria genètica han produït un gran impacte en la indústria química. Pel que fa al primer, ha facilitat molt la tasca d'anàlisi, amb màquines robotitzades que realitzen aquesta feina rutinària amb gran rapidesa. També s'han automatitzat altres processos de separació, síntesi, etc. Pel que fa al segon, poden conformar una de les grans revolucions en la indústria química. Tot i els avenços esmentats en síntesi orgànica, l'obtenció de compostos biològics és molt complexa i la utilització dels mètodes d'enginyeria genètica pot facilitar molt les coses i abaratir el preu dels productes. La biotecnologia ha permès recórrer a fonts primeres diferents al petroli. Aquests processos també consumeixen menys energia i permeten una producció a gran escala. La biotecnologia ha ajudat a la diversificació dels grups químics en diversos camps (farmàcia, agricultura, alimentació). La síntesi biotecnològica pot no solament obrir la porta a nous productes, sinó també a donar més seguretat en d'altres. Així, l'hormona del creixement obtinguda a partir de les hipòfisis de cadàvers ha provocat risc de contaminació i adquisició de la malaltia de Creutzfeld-Jakob, risc que no es dona quan l'hormona és sintètica. D'altra banda, l'obtenció de plantes transgèniques, és a dir, manipulades genèticament, obre la porta a noves substàncies. D'aquesta manera no solament es manipulen microorganismes per obtenir grans quantitats de certes substàncies, sinó que les plantes superiors també poden proporcionar compostos inusuals en el medi biològic. C. Somerville i el seu equip, de la universitat de l'estat de Michigan, ha transferit un gen productor d'un plàstic, el polihidroxibutirat, que posseeixen alguns microorganismes, a una planta superior. Així se'n poden obtenir en més quantitat. La planta superior triada és una mostassa, l'Arabidopsis thaliana. La planta pot produir uns 100 micrograms de polímer per gram de fulla fresca. Essent tan gran el mercat dels polímers (i més encara en aquest cas, que és biodegradable) aquests mètodes biològics per obtenir compostos químics pot obrir grans perspectives. De la mateixa manera, els processos biotecnològics poden encetar una gran batalla comercial.
D'altra banda, els coneixements sobre els lligams entre propietats macroscòpiques i estructura molecular d'una banda i en síntesi de l'altra permet dissenyar compostos amb unes propietats concretes, a partir de la modificació d'estructures i de càlculs teòrics sobre les característiques que tindrà. Això dona pas al que s'ha anomenat 'enginyeria molecular'. La indústria química és una de les activitats que permet anticipar el cicle econòmic. Això és degut a la posició que ocupa en el sistema productiu, ja que molts dels seus processos de transformació es troben a l'inici de la cadena productiva d'altres sectors industrials. Pel que fa a l'evolució recent, el període del 1985 al 1988 fou favorable per a la indústria química tant en l'àmbit nacional com internacional. Això feu que l'activitat inversora augmentés i que es destinés a la creació de noves plantes o a l'ampliació de les ja existents, i sobretot a la renovació d'equips industrials amb la finalitat de millorar i racionalitzar els processos productius, preservar el medi ambient o afavorir el procés d'estalvi energètic.
Un altre aspecte de la indústria química que cada vegada pren més importància és la seva relació amb el medi ambient. Les repercussions generades per la indústria química sobre el medi afecten tant l'emissió de contaminants atmosfèrics com als abocaments líquids. Els principals contaminants atmosfèrics generats per la indústria química són: CO₂, CO, SO₂, NOx, fums, partícules i aerosols. Els abocaments líquids contaminants són molt específics per a cada tipus d'indústria i procés particular. Els esforços per evitar problemes mediambientals inclouen programes per reduir en gran manera les emissions de les plantes de producció i reduir també la generació de residus. Hom intenta, doncs, redissenyar productes i processos químics per reduir al màxim l'impacte mediambiental.

## Segle XXI
L'abril del 2017 la Universitat Estatal de Carolina del Nord publicà la base de dades de 98.000 tints Biblioteca de Tints Max Weaver.

## Químics eminents
En ordre cronològic:
- Robert Boyle, 1627–1691
- Joseph Black, 1728–1799
- Joseph Priestley, 1733–1804
- Carl Wilhelm Scheele, 1742–1786
- Antoine Lavoisier, 1743–1794
- Alessandro Volta, 1745–1827
- Jacques Charles, 1746–1823
- Claude Louis Berthollet, 1748–1822
- Joseph Louis Gay-Lussac, 1778–1850
- Humphry Davy, 1778–1829
- Jöns Jakob Berzelius, 1779–1848
- Justus von Liebig, 1803–1873
- Louis Pasteur, 1822–1895
- Stanislao Cannizzaro, 1826–1910
- Friedrich August Kekulé von Stradonitz, 1829–1896
- Dmitri Mendeléiev, 1834–1907
- Josiah Willard Gibbs, 1839–1903
- Jacobus Henricus van 't Hoff, 1852–1911
- William Ramsay, 1852–1916
- Svante Arrhenius, 1859–1927
- Walther Nernst, 1864–1941
- Marie Curie, 1867–1934
- Gilbert N. Lewis, 1875–1946
- Otto Hahn, 1879–1968
- Irving Langmuir, 1881–1957
- Linus Pauling, 1901–1994
- Glenn T. Seaborg, 1912–1999
- Robert Burns Woodward, 1917-1979
- Frederick Sanger, 1918-2013
- Rudolph A. Marcus, 1923-
- Elias James Corey, 1928-
- Harold Kroto, 1939-
- Peter Atkins, 1940-
- Richard Smalley, 1943–2005